# نادین کپلمان
نادین کپلمان (به آلمانی: Nadine Capellmann) (زادهٔ ۹ ژوئیه ۱۹۶۵ میلادی در شهر وورسلن) یک سوارکار زن درساژ اهل کشور آلمان است.وی یکی از اعضای تیم آلمان در مسابقات سوارکاری بود که موفق شد به همراه این تیم دو بار مدال طلای تیمی را در رشتهٔ درساژ بدست آورد که نخستین آن در بازی‌های المپیک تابستانی ۲۰۰۰ بود و دومین بار نیز در بازی‌های المپیک تابستانی ۲۰۰۸ بوده‌است.